# Rhipidia (Rhipidia) holwayi
Rhipidia (Rhipidia) holwayi is een tweevleugelige uit de familie steltmuggen (Limoniidae). De soort komt voor in het Australaziatisch gebied.